# Фосо дел Дјаволо (Перуђа)
Фосо дел Дјаволо је насеље у Италији у округу Перуђа, региону Умбрија.
Према процени из 2011. у насељу је живело 305 становника. Насеље се налази на надморској висини од 216 м.